# Milko Djurovski
Milko Djurovski, född den 26 februari 1963 i Tetovo, Jugoslavien (nuvarande Makedonien), är en jugoslavisk/makedonsk före detta fotbollsspelare som tog OS-brons med Jugoslavien vid de olympiska sommarspelen 1984 i Los Angeles.